# 五開村
五開村（ごかいむら）は山梨県南巨摩郡にあった村。現在の富士川町の南半にあたる。

## 地理
- 山：御殿山
- 河川：富士川

## 歴史
- 1875年（明治8年）1月 - 巨摩郡十谷村・鳥屋村・長知沢村・柳川村・箱原村が合併して五開村となる。
- 1878年（明治11年）7月22日 - 郡区町村編制法の施行により、五開村が南巨摩郡の所属となる。
- 1889年（明治22年）7月1日 - 町村制の施行により、五開村が単独で自治体を形成。
- 1955年（昭和30年）4月1日 - 鰍沢町と合併し、改めて鰍沢町が発足。同日五開村廃止。

## 交通

### 道路
- 国道52号